# 利賀瞑想の郷
利賀瞑想の郷（とがめいそうのさと）は、富山県南砺市利賀村上畠101に存在する瞑想・癒しをテーマにした公共施設である。

## 概要
ネパール・ツクチェ村との友好の象徴として、また、村おこしの一つとして、癒し・瞑想をテーマに建設された施設である。富山県内のパワースポットとして有名な場所となっている。
庭園『花曼荼羅』を中心に、複数の施設が点在している。特に瞑想の館は、ツクチェ村出身の絵師が1年の制作期間を経て完成させた4メートル四方もの巨大な曼荼羅を部屋の4面に展示している。この他、寂静憤怒百尊曼荼羅2面、極楽浄土図、十一面千手千眼観音図なども展示されている。
また、研修施設や宿泊施設も充実している。
休業日は水曜日、冬季休業期間がある。

## 沿革
利賀村（当時）のふるさと創生事業の一環として、1991年4月に瞑想の館が完成したのが始まりである。1992年7月24日に瞑想の郷が竣工し、1993年4月に本格オープンした。1997年4月から瞑想美の館が公開されている。
2006年から一般財団法人利賀ふるさと財団が指定管理者となったものの、2023年3月31日付で指定管理取り消しとなり、同年4月1日から休業していたが、同年7月24日に営業を再開した。
2021年には、長年の地域貢献により、主任学芸員の田中公明が南砺市功労表彰を受けた

## 職員
- 田中公明 - チベット仏教学者、主任学芸員

## アクセス
- E8北陸自動車道砺波ICから車で50分
- E41東海北陸自動車道五箇山ICから車で25分[2]。